# Campionati italiani estivi di nuoto 1906
Gli VIII Campionati italiani di nuoto si sono disputati a Pallanza, nelle acque del Lago Maggiore, il 1º settembre 1906. Il programma è stato ridotto rispetto alle due edizioni precedenti, eliminando tutte le nuotate "artistiche" (cioè in uno stile che non fosse quello "libero"), e oltre alle gare dello stadio (185m) e del miglio (1852m) si è assegnato il primo titolo nazionale del nuoto di fondo.

## Podi
Sino al 1931 venivano usati cronometri precisi al quinto di secondo (0,2 sec.); i tempi sono stati riportati usando i decimi di secondo, ne segue che le cifre dei decimi appaiano sempre pari.
| Evento | Oro             | Tempo     | Argento               | Tempo     | Bronzo          | Tempo     |
|        |                 |           |                       |           |                 |           |
| stadio | Mario Albertini | 3'10"0    | Anchise Conzani       | 3'31"0    | Enrico Rossi    | 3'31"2    |
| miglio | Mario Albertini | 35"44"    | Francesco De Pasquale | 38'35"    | Anchise Conzani | 38'36"    |
| fondo  | Mario Albertini | 1h 09'59" | Francesco De Pasquale | 1h 14'50" | Enrico Rossi    | 1h 17'36" |